# Dichocrocis tiapalis
Dichocrocis tiapalis là một loài bướm đêm trong họ Crambidae.